# 金杉大排水路
金杉大排水路（かなすぎおおはいすいろ）は、埼玉県北葛飾郡松伏町を流れる河川である。

## 概要
この金杉大排水路は北葛飾郡松伏町を流下しており、金杉大排水路という名称は流域周辺の「大字金杉」に由来する。流域周辺は主として水田などの農地となっており、これらの農地からの農業排水を集めながら流下する。なお、流路の詳細に関しては下記の流路節を参照されたい。

## 流路
- 北葛飾郡松伏町大字魚沼の中央部よりやや東方を、埼葛広域農道の東方にて並行するように南東に向かい流下する。
- 野田岩槻線を南へと横断し、流域が大字金杉となり、大字金杉の西部をおおよそ南へと向かい流下する。
- 大字金杉（東側）と大字大川戸（西側）の境界にて北西より流下してくる利根川水系中川へと至り、合流・終点となる。
- 終点：中川

## 橋梁

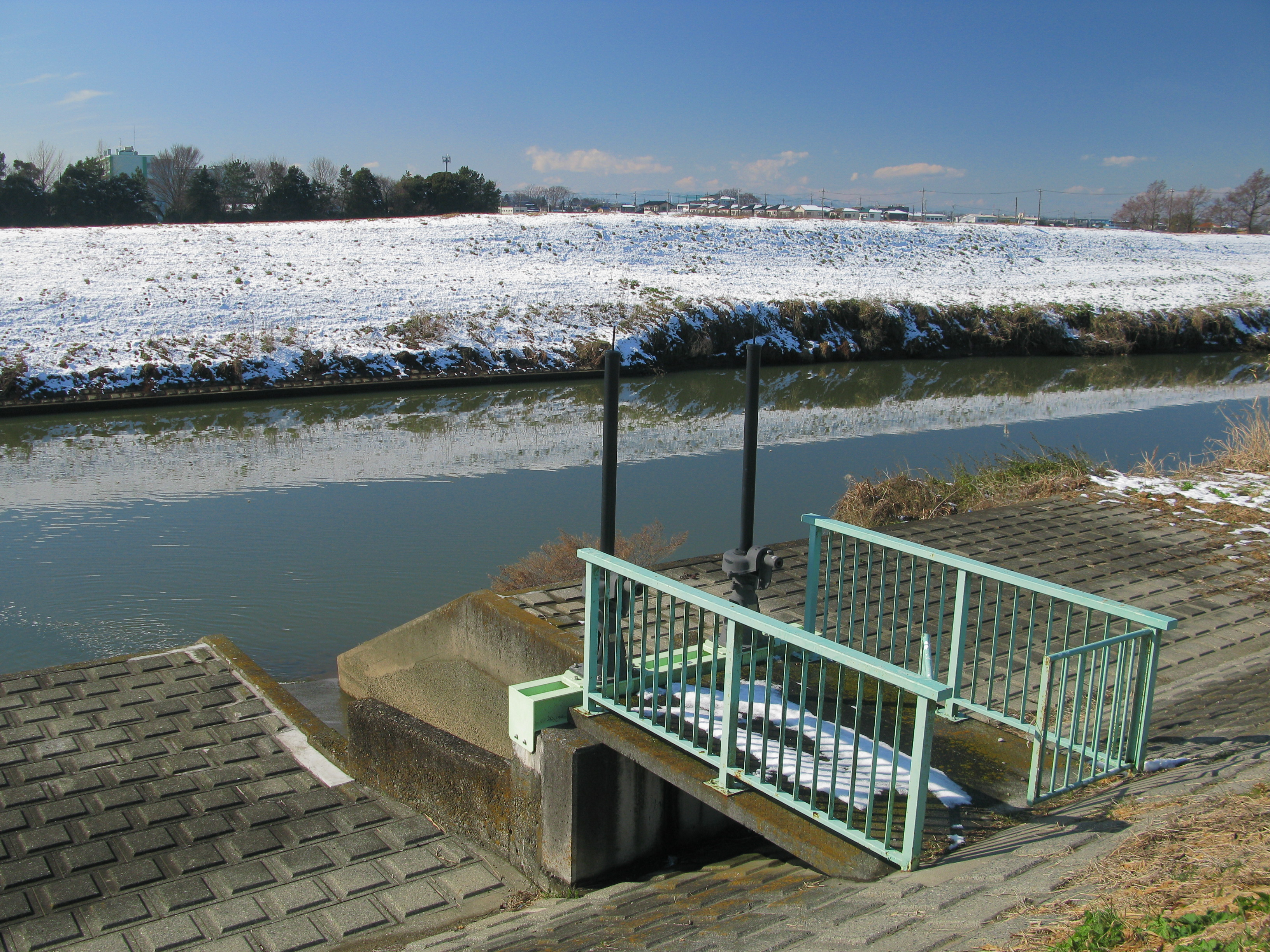
金杉大排水路と中川の合流点

- （埼玉県道80号野田岩槻線）
- （埼葛広域農道）

## 流域周辺の施設
- 松伏町立金杉小学校
- 大正大学